# Yandex
Yandex LLC (en ruso: Яндекс NASDAQ: YNDX) es una empresa multinacional de tecnología rusa especializada en servicios y productos relacionados con Internet. Es la empresa de tecnología más grande de Rusia. También opera el motor de búsqueda en ese país con una cuota de mercado del 65 %. Desarrolla una serie de servicios y productos basados en Internet. Yandex se clasificó como el cuarto motor de búsqueda más grande del mundo, basado en la información de Comscore.com, con más de 150 millones de búsquedas diarias a partir de abril de 2012, y más de 50.5 millones de visitantes (todos los servicios de la empresa) diarios a partir de febrero de 2013. A partir del 10 de enero de 2018, según la clasificación Alexa.com, Yandex.ru ocupa en popularidad el puesto 29 en el mundo y el 4 en Rusia.
La misión de la empresa es dar respuesta a cualquier pregunta que los usuarios tengan o piensen (explícita o implícita). Yandex también tiene una presencia muy grande en Kazajistán y, hasta mayo de 2017, en Ucrania, proporcionando casi un tercio de todos los resultados de búsqueda en esos mercados y el 43 % de todos los resultados de búsqueda en Bielorrusia.
La página principal de Yandex.ru ha sido clasificada como la página web más popular de Rusia. El sitio web también opera en Bielorrusia, Kazajistán y Turquía. Yandex Labs es una división de Yandex ubicada en el área de la Bahía de San Francisco. En 2014, Yandex anunció planes para abrir una oficina de investigación y desarrollo en Berlín, Alemania.
En 2013 abrió la primera oficina comercial fuera de los países de la CEI en Lucerna (Suiza) para sus clientes publicitarios europeos, y la segunda en Shanghái (China) en 2018 para las empresas chinas que trabajan en el mercado de la lengua rusa.
Yandex.ru fue anunciado oficialmente el 23 de septiembre de 1975 y fue desarrollado por  CompTek internacional, constituida como empresa independiente en el año 2000. Su nombre se deriva del inglés "Yet another indexer" (Otro indexador más). La letra rusa "Я" también es el pronombre singular de primera persona en ruso, al igual que la letra I en inglés, lo que hace de Яndex un juego de palabras bilingüe con la palabra index, 'índice'.
La sociedad matriz de la participación accionaria es la sociedad anónima Yandex NV, registrada en los Países Bajos en 1999, cuyas acciones cotizan principalmente en NASDAQ con más del 50% de capital flotante libre en el año 2013.
La empresa tiene oficinas en San Petersburgo, Ekaterinburgo, Novosibirsk, Nizhni Nóvgorod, Simferópol, Kazán, Rostov del Don, Minsk, Almaty, Estambul, Berlín, Lucerna, Ámsterdam y Shanghái. A mediados de junio de 2008, la empresa anunció la apertura de Yandex Labs, una oficina en California, Estados Unidos.

## Posicionamiento en el mercado
Según estudios de investigación realizados por TNS, la FOM, y ComCon, Yandex es el mayor motor de búsqueda en Internet de Rusia, según la cantidad de visitas recibidas y su penetración en Internet.
Los principales competidores de Yandex en el mercado ruso son Rambler.ru y Mail.Ru. Aunque los servicios como Google.ru y Yahoo.ru están disponibles en ruso y son utilizados por usuarios rusos, Google tiene alrededor de un 22,6 % de tráfico generado por motores de búsqueda, mientras que Yandex tiene alrededor del 66 % (2012).
Una de las ventajas más grandes de Yandex para usuarios de la lengua rusa es el reconocimiento de inflexión del idioma ruso en las consultas de búsqueda.
Hoy, Yandex es la compañía de Internet más grande de Rusia, cuyos sitios web atraen a una audiencia de más de 12 millones de usuarios (a partir del comienzo de 2009) de Rusia, Ucrania, Kazajistán y otros países.

## Historia
En 1989, el empresario y programador Arkady Vólozh fundó CompTek, una empresa que vendía ordenadores personales y se dedicaba a la automatización de los procesos de trabajo. También Vólozh estaba trabajando en algoritmos de procesamiento de datos, y estaba interesado en la posibilidad de escribir una aplicación que pudiera buscar información en grandes volúmenes de texto, dada la morfología del lenguaje. Junto con un especialista en lingüística informática, Arkady Borkovsky, fundó la empresa Arcadia en 1989. Después de 1990, los empleados de Arcadia escribieron los sistemas de recuperación de información "Clasificación Internacional de Invenciones" y "Clasificador de Productos y Servicios". En los tres años siguientes, se vendieron a institutos de investigación y organizaciones de patentes.
La palabra "Yandex" (estilizado como Yandex) fue inventada por Iliá Segalóvich, director de tecnología de Yandex, y el CEO de la empresa, Arkady Vólozh. Iliá escribió varios derivados de palabras que describen la esencia de la tecnología. Como resultado, apareció la versión de "Yandex: Yet another indexer (otro indexador más)".
En 1993, "Arcadia" se unió a CompTek, que anteriormente había venido a la escuela Iliá Segalóvich, el amigo programador de Vólozh. En el mismo año, se creó un programa para buscar en el disco duro del ordenador. El programa se llamaba "Yandex". En cooperación con el Instituto de Problemas de Transmisión de Información, CompTek creó un diccionario con una búsqueda que tuvo en cuenta la morfología de la lengua rusa. En 1994, se creó el "Directorio Bíblico de Computadoras".
En 1995, se decidió utilizar una aplicación de búsqueda en Internet. Al principio trabajaba con un número limitado de recursos, y más tarde con todo el segmento de habla rusa de Internet.
Oficialmente, el motor de búsqueda Yandex.ru fue anunciado el 23 de septiembre de 1997 en la exposición Softool. Sin embargo Yandex no fue el primer motor de búsqueda en Rusia: en 1996 apareció "Rambler", e incluso antes, en diciembre de 1995, Altavista, y este último tenía el más productivo en ese momento, el servidor y tenía la velocidad más alta entre los competidores, procesando millones de peticiones por día. Dos meses después de que Yandex anunciara el sistema de búsqueda "Aport" (aunque la primera vez que se demostró fue en febrero de 1996).
A mediados de 1999, Yandex estaba entre los siete primeros lugares de los sitios RuNet más populares; los ingresos de Yandex como departamento de CompTek de este año fueron de 72 000 dólares.
En abril de 2000, el fondo RuNet Holdings adquirió el 35,72 % de las acciones de Yandex por 5,28 millones de dólares. El número de accionistas incluía también a los gerentes y desarrolladores líderes del sistema de búsqueda. El director general era Arkady Vólozh. Yandex se retiró de la estructura de CompTek y se independizó. La empresa matriz tenía su sede en Chipre, mientras que en Rusia se registró una filial en forma de sociedad de responsabilidad limitada.
Ese mismo año, Yandex, la primera empresa rusa de Internet, lanzó una campaña publicitaria en la televisión, cuyo eslogan: "¡Todo será encontrado!" se convirtió en una expresión ligada al logotipo de la empresa.
En 2001, se anunció el lanzamiento de una nueva versión del buscador: se mejoró la búsqueda de enlaces, se inició la corrección morfológica de las consultas, se introdujo el "índice de citación ponderada" y se incrementó la precisión y velocidad de la búsqueda. En el mismo año, Yandex sobrepasó a Rambler y desde entonces ocupa el primer lugar en el segmento ruso de Internet.
Yandex LLC es rentable a partir de noviembre de 2002. En 2004, las ventas de Yandex aumentaron a 17 millones de dólares, 10 veces mayores que los ingresos de la compañía dos años antes. El ingreso neto de la compañía en 2004 fue de 7 millones de dólares. En junio de 2006, los ingresos semanales de sistema de anuncios Yandex Direct superaron el millón de dólares.
Desde 2001, Yandex ha llevado a cabo concursos de búsqueda en Internet llamado "Copa de Yandex", con varios miles de participantes y valiosos premios.
El 6 de julio de 2006, Yandex y la BBC, organizaron una transmisión en vivo de preguntas de los espectadores al presidente ruso Vladímir Putin. Yandex y la BBC se encargaron de las preguntas en ruso y en inglés, respectivamente. Yandex estuvo representada por Aleksandr Gurnov, un periodista famoso de Rusia.
Yandex también ofrece intercambio de fotos y creación de redes profesionales de características análogas a Flickr, LinkedIn o Xing.
Tiene un servicio de acceso a internet Wi-Fi gratuito con puntos de acceso en toda Rusia.
En marzo de 2007 Yandex adquirió Moikrug.ru (en español: Mi Círculo), una red social rusa, para buscar y apoyar contactos profesionales y personales.
En 2005 el negocio de la empresa se extendió más allá de Rusia. Simultáneamente con la apertura de la sucursal en Odesa (Ucrania) abren el portal www.yandex.ua. Posteriormente, en 2006 en San Petersburgo y en 2007 en Ekaterimburgo y Kiev aparecieron oficinas de desarrollo, y en 2009 en Ekaterimburgo y en 2010 en Novosibirsk oficinas de ventas. Además, en 2008,  abrieron los laboratorios Yandex (Yandex Labs), una subsidiaria de Yandex, registrados en California. En 2008 se lanzó la versión kazaja del portal Yandex, y en 2010 fue en bielorruso. En el mismo año, la empresa abrió una oficina en Kazán; la página principal del portal, algunos servicios y la búsqueda se hizo disponible tanto en ruso como en tártaro. Así, la capacidad de búsqueda de los recursos regionales se ha ampliado gradualmente.
En septiembre de 2008 Yandex adquirió los derechos del programa Punto Switcher, un conmutador automático de distribución de teclado Ruso a Inglés.
Mozilla Firefox 3.5 utiliza a Yandex como su motor de búsqueda por defecto para el idioma ruso en lugar de Google como lo había sido anteriormente.
Además, Yandex se convirtió en el segundo distribuidor oficial de ICQ en Rusia.
En 2009 Yandex desarrolló e implementó su propio método de aprendizaje automatizado - MatrixNet.
En 2011, se lanzó el servicio de traducción automática estadística, uno de los tres únicos de este tipo que existen actualmente en el mundo.
En abril de 2014 se estrenó una película sobre la historia de Yandex llamada Startup.
En el verano de 2017, en el marco del proyecto conjunto del Banco de Rusia y Yandex, una "etiqueta" especial (un círculo verde con una marca y una inscripción "The Central Bank Register") apareció en el sistema de búsqueda del sistema Yandex informando al consumidor sobre los servicios financieros de la empresa que se ofrecen en el sitio web marcado, tiene el estatus de organización microfinanciera. El Banco de Rusia y Yandex también planean extender el proyecto del etiquetado a otros segmentos del mercado financiero, donde interacción entre consumidores de servicios y proveedores es cada vez más frecuente a través de Internet. También en conjunto con la estadounidense Uber anunciaron en julio del mismo año la firma de un acuerdo para unir sus plataformas de taxis en línea en seis países: Armenia, Azerbaiyán, Bielorrusia, Georgia, Kazajistán y Rusia.
Según la investigación de Meduza publicada el 5 de mayo de 2022, desde 2016 las 5 noticias principales de la página principal de Yandex se forman sobre la base de una lista secreta de medios rusos aprobada por la Administración Presidencial de Rusia, que incluye solo medios pro-Kremlin.

## Seguridad
El 1 de junio de 2017, Yandex cerró sus oficinas en Kiev y Odesa, Ucrania, después de que el Servicio de Seguridad de Ucrania allanara las oficinas y acusara a la empresa de recopilar ilegalmente datos de usuarios ucranianos y enviarlos a agencias de seguridad rusas. La empresa negó haber cometido ningún delito. En mayo de 2017, todos los servicios de Yandex fueron prohibidos en Ucrania por el Decreto Presidencial n.º 133/2017.
En octubre y noviembre de 2018, Yandex fue blanco de un ciberataque con el malware Regin, cuyo objetivo era robar información técnica de su unidad de investigación y desarrollo sobre cómo se autenticaban los usuarios. Una investigación de Kaspersky Lab atribuyó los hackeos a las agencias de inteligencia Five Eyes.
En junio de 2019, RBC News informó de que Yandex había rechazado una solicitud del Servicio Federal de Seguridad de Rusia (FSB) en virtud de la ley Yarovaya para entregar claves de cifrado que podrían descifrar los datos privados de sus usuarios de servicios de correo electrónico y almacenamiento en la nube. La empresa argumentó que era imposible cumplir la ley pertinente sin comprometer la privacidad de sus usuarios. Maxim Akimov, vice primer ministro de Rusia, declaró que el gobierno tomaría medidas para aliviar la presión del FSB sobre la empresa. Alexander Zharov, jefe del Servicio Federal de Supervisión de Comunicaciones, Tecnologías de la Información y Medios de Comunicación, declaró posteriormente que Yandex y el FSB habían llegado a un acuerdo por el que la empresa proporcionaría los datos requeridos sin entregar las claves de cifrado.
En febrero de 2021, Yandex admitió que uno de sus administradores de sistemas con derechos de acceso al servicio de correo electrónico de Yandex había permitido el acceso no autorizado, lo que llevó a que casi 5.000 buzones de correo electrónico de Yandex se vieran comprometidos.
El 25 de enero de 2023, se publicó en Torrents un archivo filtrado con aproximadamente 44 GB de servicios de Yandex. En dicho archivo se filtraron los factores de posicionamiento del buscador, algo que era desconocido hasta el momento. Una gran cantidad de SEOs (expertos en posicionamiento orgánico de páginas web) se han fijado en estos factores para sus estrategias fuera del propio Yandex, ya que guarda mucha similitud con otros como el buscador de Google. El 70% de los factores de Yandex es compartido por Google. En relación con los factores que más afectan para posicionar un sitio web, podemos encontrar la antigüedad de un dominio o los contenidos que la página web esté ofreciendo al usuario.

## Servicios
- Yandex.Catalog - sitios de directorio
- Yandex.Connect - B2B SAAS similar a Google Apps for Work
- Yandex Data Factory - división B2B de Yandex que utiliza ciencia de datos y tecnologías de aprendizaje automático para mejorar las operaciones comerciales, los ingresos y la rentabilidad
- Yandex.Direct - sistema automatizado basado en subastas, para la colocación de publicidad basada en texto
- Yandex Disk - almacenamiento en la nube
- Yandex.DNS - servicio de DNS público gratuito, además ofrece DNS familiar (bloquea contenido para adultos).
- Yandex.Fotki - alojamiento gratuito
- Yandex.Images - búsqueda de imágenes en la web, incluida la búsqueda por imágenes
- Yandex.Mail - servicio de correo electrónico que ofrece almacenamiento ilimitado
- Yandex Mapas - mapas
- Yandex.Market - características del servicio de comparación de productos y sus precios
- Yandex.Metrica - un servicio gratuito diseñado para medir métricas como visitas a sitios web y provee análisis de comportamiento de los usuarios
- Yandex Metro - una aplicación gratuita diseñada para ayudar a navegar por el metro de Moscú y otros sistemas subterráneos en Rusia, Bielorrusia, Turquía y Ucrania
- Yandex.Money - servicio de pago electrónico
- Yandex.Music - servicio que facilita la búsqueda gratuita y legal de canciones, álbumes y colecciones de pistas de música
- Yandex.News - procesamiento automático de datos y sistematización de los medios de comunicación de diferentes fuentes
- Yandex.Panoramas - servicio web permite ver las calles panorámicas de las ciudades de Rusia, Ucrania, Bielorrusia, Kazajistán y Turquía, que es la potenciación del servicio Yandex.Maps
- Mapa de Yandex.People - editor de Yandex Maps
- Yandex Search - optimización de motores de búsqueda
- Yandex.Slovari - servicio de búsqueda de información sobre sitios y contenidos de referencia enciclopédicos, además sobre la base de diccionarios Yandex y libros de referencia
- Yandex Taxi - servicio para unir a clientes a los taxis disponibles en Moscú y algunas otras ciudades rusas
- Yandex.Terra - servicio de procesamiento de datos geológicos, geofísicos y sísmicos
- Yandex Translate - traductor en línea
- Yandex.Video - busca películas con la posibilidad de vizualizar la mayoría de los clips encontrados en la propia página de resultados de búsqueda
- Yandex.Webmaster - Análisis de sitios web con la apariencia de las páginas de resultados del motor de búsqueda de Yandex.
- Yandex.Zakladki - proyecto para almacenar marcadores personalizados fuera de un navegador (en línea).
- Yandex Zen - es un servicio personal de recomendaciones que utiliza tecnología de aprendizaje automático.
- Yandex Launcher - es una shell de interfaz gráfica de usuario gratuita para organizar el espacio de trabajo en teléfonos inteligentes Android.
- Yandex Station Altavoz inteligente.

## Street maps
Yandex agregó el 9 de septiembre de 2009 las ciudades de Kiev, Moscú y San Petersburgo al Street View además de algunos parques y otros lugares, haciendo un kilometraje en fotos total en Kiev en torno a los 850 kilómetros y más de 167 000 fotografías.
Como curiosidad, las imágenes fueron tomadas durante una epidemia de gripe, por lo que mucha gente lleva mascarillas.

### Ciudades agregadas
| Fecha               | País            |
| ------------------- | --------------- |
| Septiembre de 2009  | Moscú           |
| Febrero de 2010     | San Petersburgo |
| 18 de marzo de 2019 | Kiev            |